# 海豚座V339
海豚座V339或2013年海豚座新星（PNV J20233073+2046041）是在海豚座出現的一顆明亮新星。它在2013年8月14日被日本的業餘天文學家板垣公一發現，並由在拉帕爾馬島的Liverpool Telescope確認。這顆新星發現時的視星等是6.8等，並於8月16日達到峰值，亮度為4.3等。新星是由吸積在白矮星表面的氫造成劇烈核子爆炸的現象，因此傳統的新星系統都是聯星。這類星通常原本都很暗，難以發現，爆發時突然增亮，被認為是新產生的恆星，因此而得名。 
海豚座V339 是第一顆被觀察到合成鋰元素的新星。觀察新星吹出來的風，檢測到由鈹-7衰變成的鋰-7。這是第一個由天體向星際物質供應鋰的直接證據。在新星中心的環境中，鋰-7是很脆弱的，所以只能在從中心吹出的風中觀察到鋰，而鈹是由氦-3與氦-4融合產生的。鋰的核合成在研究宇宙的化學豐度中是很重要的。

## 延伸阅读
- Akito Tajitsu; Kozo Sadakane; Hiroyuki Naito; Akir Arai;  et al. . Nature. 19 February 2015, 518: 381–384 (18 February 2015). Bibcode:2015Natur.518..381T. PMID 25693569. arXiv:1502.05598 . doi:10.1038/nature14161.

## 外部連結
- Sky and Telescope, Bright Nova in Delphinus
- FastSWF, Nova Delphini Evolution 2013-2014 - Animation (hgg) （页面存档备份，存于）